# Мікаел Дамберг
Ларс Мікаел Дамберг (швед. Lars Mikael Damberg; нар. 13 жовтня 1971, Сульна, Стокгольм, Швеція) — шведський політик і державний діяч.

## Життєпис
Ларс Мікаел Дамберг народився 13 жовтня 1971 року у шведській комуні Сульна лену Стокгольм Швеції.
Очолював Соціал-демократичну лігу молоді Швеції.
Депутат Риксдагу від Стокгольму з 2002 року, очільник парламентської фракції Соціал-демократичної партії з 2012 року. Був заступником голови Комітету з освіти і членом Військової делегації.
3 жовтня 2014 року призначений міністром торгівлі Швеції в уряді Стефана Левена.

## Політичні переконання
Висловлювався за введення в Швеції республіканської форми правління. За його словами «В сучасній демократії королівський двір є старомодним поняттям».